# Clem Moorman
Clement Leroy "Clem" Moorman (Newark, 20 maart 1916 - Passaic, 21 juli 2017) was een Amerikaanse jazzzanger, pianist, arrangeur en acteur. 

## Biografie
Clem Moorman stamde uit een muzikale familie met dertien kinderen: twee zusters speelden piano, zijn broer Mixie was saxofonist. Moorman begon als pianist op Rent-Party's met Mixie, hij zat toen nog op high school. In 1934 was hij lid van het orkest van Frank Gibbs, vanaf 1936 bij Al Henderson. In 1935 werkte hij mee aan een muziekproject van de Works Progress Administration. In 1936 trad hij met Russell Mann op in de Reservoir Club.
In de jaren erna werkte hij als pianist en arrangeur voor de Barons of Rhythm en de Savoy Dictators , waarmee hij in 1939 zijn eerste plaatopnames maakte die verschenen op het nieuwe platenlabel Savoy Records. Voor Savoy nam hij bovendien meerdere nummers op, die Savoy-baas Lubinsky uitbracht onder de naam Bunny Banks Trio. Aan deze opnames werkte ook zijn vrouw Melba 'Bonnie' Davis mee („Don't Stop It“), een van die opnames was een solonummer op piano ("Paratroop Boogie“). Zijn pianospel was beïnvloed door het spel van Erskine Butterfield, Emory Lucas (een tijdlang Moormans leraar) en Ike Quebec. 
In 1941 richtte Moorman met Ernie Ransome (gitaar) en Henry 'Pat' Patgett (contrabas) de groep de Picadilly Pipers op, waarmee hij kluste in o.m. Atlantic City en Philadelphia. In 1945 nam hij voor Savoy op met het Lloyd Thompson Orchestra, met de Picadilly Pipers maakte hij opnames voor DeLuxe Records en Columbia (I'm Not Cryin' Over You, I'm Peeling Onions). In 1964 maakte hij met zijn vrouw Bonnie Davis (onder de naam Bonnie & Clem) de LP All I Want Is You.  Van 1975 tot 1984 trad hij regelmatig op in Club Martha's Vineyard in Cilton (New Jersey), in 1984 toerde hij met Della Reese en in 1985 trad hij met Eartha Kitt op in de Broadway-musical Blues in the Night, hiervoor was hij ook muzikaal leider. Hij speelde tot kort voor zijn overlijden in lokale clubs, meestal in Colucci's in Haledon (New Jersey). Zijn 99ste verjaardag vierde hij met een optreden met stiefdochter Melba Moore in Metropolitan Room in New York. In de jazz deed hij tussen 1939 en 1980 mee aan acht opnamesessies, de laatste met zangeres Beulah Bryant (Let's Boogie). Hij had verder bijrollen in de films Loose Cannons (1990), Down to Earth (2001) (2001) en New York, I Love You (2008), tevens trad hij op in de tv-shows  van Johnny Carson en David Frost.
Hij werd 101 jaar oud.